# Illusion’s Play
Illusion’s Play (englisch Spiel der Illusionen) ist ein Album der finnischen Funeral-Doom-Band Shape of Despair.

## Geschichte
Die um den Gitarristen und Keyboarder Jarno Salomaa formierte Band Shape of Despair, bestand zu den Aufnahmen des dritten Studioalbums aus dem Sänger Pasi Koskinen, der Sängerin Natalie Koskinen, dem Gitarristen Tomi Ullgrén, dem Schlagzeuger Samu Ruotsalainen und dem neu hinzugekommenen Bassisten und langjährigen Freund Salomaas Sami Uusitalo. Die Albumaufnahmen fanden in für die Band tradierter Form in den Hellhole Studios in Helsinki aufgenommen. Die Aufnahmen fanden im August 2003 und Mai 2004 statt. Als Produzenten fungierten die Studiobetreiber Kaide Hinkkala und Antti Lindell. Das Mastering wurde in den Finnvox Studios durch Mika Jussila vorgenommen.

## Albuminformationen
Das am 27. September 2004 als drittes Album der Band veröffentlichte Illusion’s Play enthält sechs separate Stücke, die eine Gesamtspielzeit von 1:01:29 Stunden haben. Die Gestaltung übernahm Mariusz Krystew.

### Titelliste
1. Sleep Mirrored (Instrumental): 6:09
2. Still-Motion: 16:28
3. Entwined in Misery: 8:03
4. Curse Life: 9:17
5. Fragile Emptiness: 8:55
6. Illusion’s Play: 12:37

### Stil
Mit Illusion’s Play führte Shape of Despair den von der Band bekannten Stil-Hybrid aus Funeral Doom und Gothic Metal „mühsam langsam, langatmig und hirnzermalmend monoton“
fort. Die Stücke leben von der The-Beauty-and-the-Beast-Gesangspaarung aus Growls und klarem Frauengesang, einem „schleppenden, leicht monotonen Soundteppich“, schweren und repetitiven Riffing und gelegentlichen Streicherklängen. Die „schweren Akkorde, die mit der Geschwindigkeit eines Leichenzugs vorgetragen werden, das stampfende Schlagzeug von Samu Ruotsalainen und Pasis bodenlose Growls schaffen eine Atmosphäre der totalen Hoffnungslosigkeit und des Weltuntergangs“, dass „Fans von My Dying Bride […] voll auf ihre Kosten“ kämen.

## Wahrnehmung
Illusion’s Play wurde international durchschnittlich bis positiv aufgenommen. Viele Rezensenten verglichen das Album mit dem vorausgegangenen Angels of Distress und beurteilten Illusion’s Play als die schwächere Veröffentlichung.
Ein Rezensent bemängelten, dass die Keyboardspuren das Album dominieren, und die Fülle dieser Strukturen dazu geführt habe, dass die auf vorherigen Alben „perfekte Kombination aus Gesang, Gitarre und Schlagzeug vernachlässigt“ worden sei. Die Riffs wiederholten sich zu oft und seien nicht mehr mit dem Gesang synchron. Wodurch es dem Album an „Stabilität und Abwechslung“ mangele. An anderer Stelle wurden Kritisiert die Musik weise „keinen einzigen packenden Moment, geschweige denn Höhen und Tiefen“ auf. „Uninspirierte Riffs aus der Warteschleife und Ideenlosigkeit“ seien prägend und hinzu käme ein „total misslungene[r] Einsatz von Keyboards, die völlig schief und vom Sound her schlecht gewählt“ klängen.
Rückblickend schätzte Jarno Salomaa selbst, dass Illusion’s Play zwar grundsätzlich gut funktioniert hätte, aber der Klang die Idee des Albums nicht ausreichend eingefangen habe. Die Stücke des Albums seien größtenteils zeitnah zu Angels of Distress entstanden und das Stück Curse Life zähle zu den bedeutendsten der Band. Doch blieb er mit den Aufnahmen nicht umfassend zufrieden. 

„Wenn ich ein Album noch einmal neu machen würde, wäre Illusion’s Play dieses Album.“

Wohlwollender heiß es in Besprechungen an anderer Stelle, dass das Album zwar leicht enttäusche, aber „dennoch eines der meisterhaftesten Doom-Alben des Jahres“ sei. Ähnlich auch die Einschätzung durch Odile Aurora Strik als Oscar Strik für Doom-Metal.com: Die Band habe ihr, in dem Stück Still Motion, vernehmbares Potenzial nicht ausgeschöpft. Dennoch sei Illusion’s Play unterhaltsam, „ein extrem gutes Album und ein würdiger Nachfolger für Angels of Distress.“ Weiter hieß es in einer von Alex für Metalreviews verfassten Besprechung, dass dem Album die Melodien des Vorgängers fehlen. Die Melodie auf Angels of Distress sei fesselnd, „trauervoll, wenn auch repetitiv“ gewesen. Illusion’s Play fehlten die packenden und erinnerungswürdigen Augenblicke hingegen. Entsprechend könne Illusion’s Play nicht mit dem vorherigen Album konkurrieren. Insbesondere diese Relation zum vorhergehenden Album wurde in Rezensionen häufig bemüht. Dabei wurde Illusion’s Play auch in positiven Besprechungen als die schwächere Veröffentlichung, in deren Schatten das Album auch in Rückblicken stand, benannt.